# Ulmus minor
Ulmus minor là một loài thực vật có hoa trong họ Ulmaceae. Loài này được Mill. miêu tả khoa học đầu tiên năm 1768.

## Hình ảnh

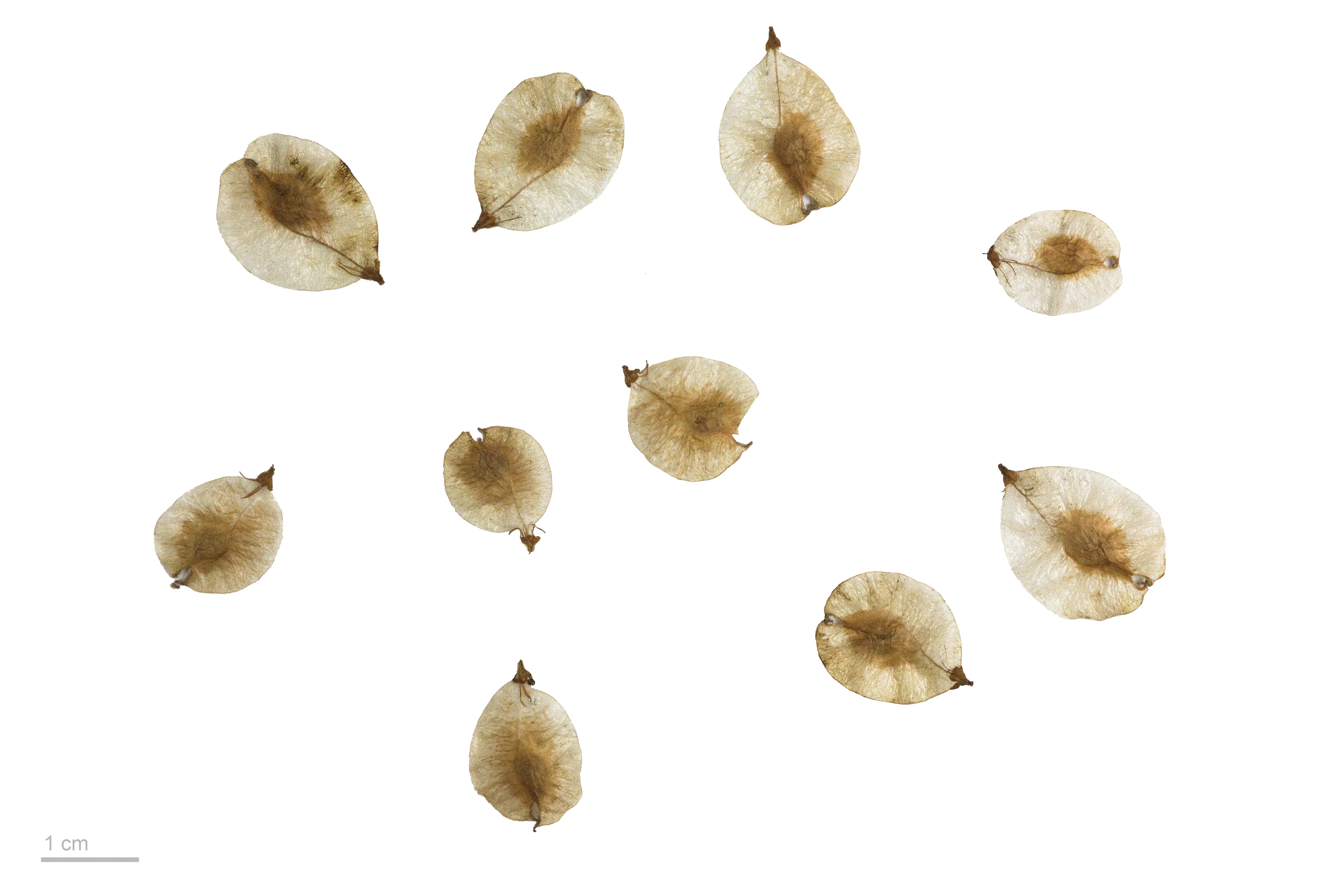
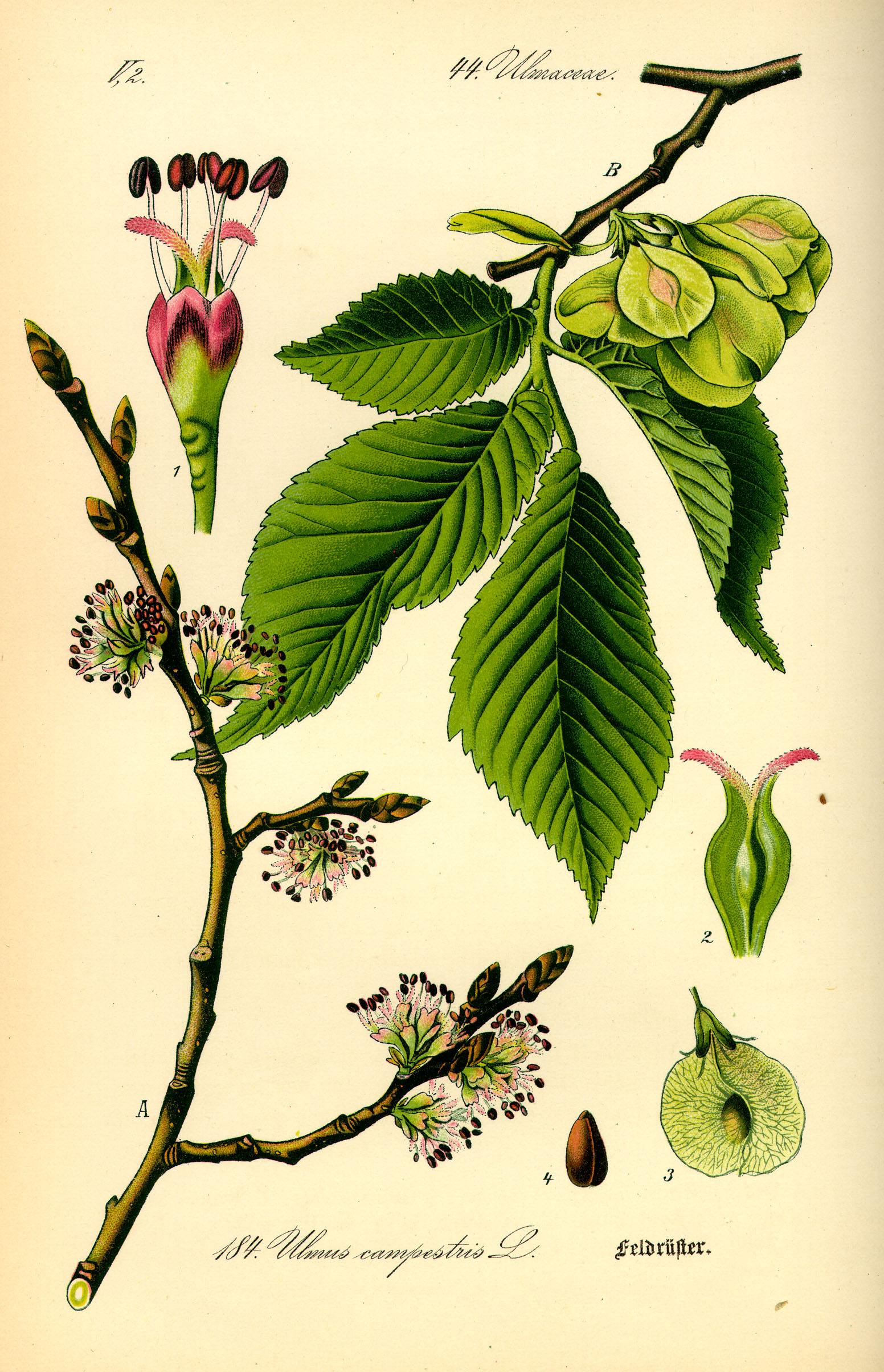
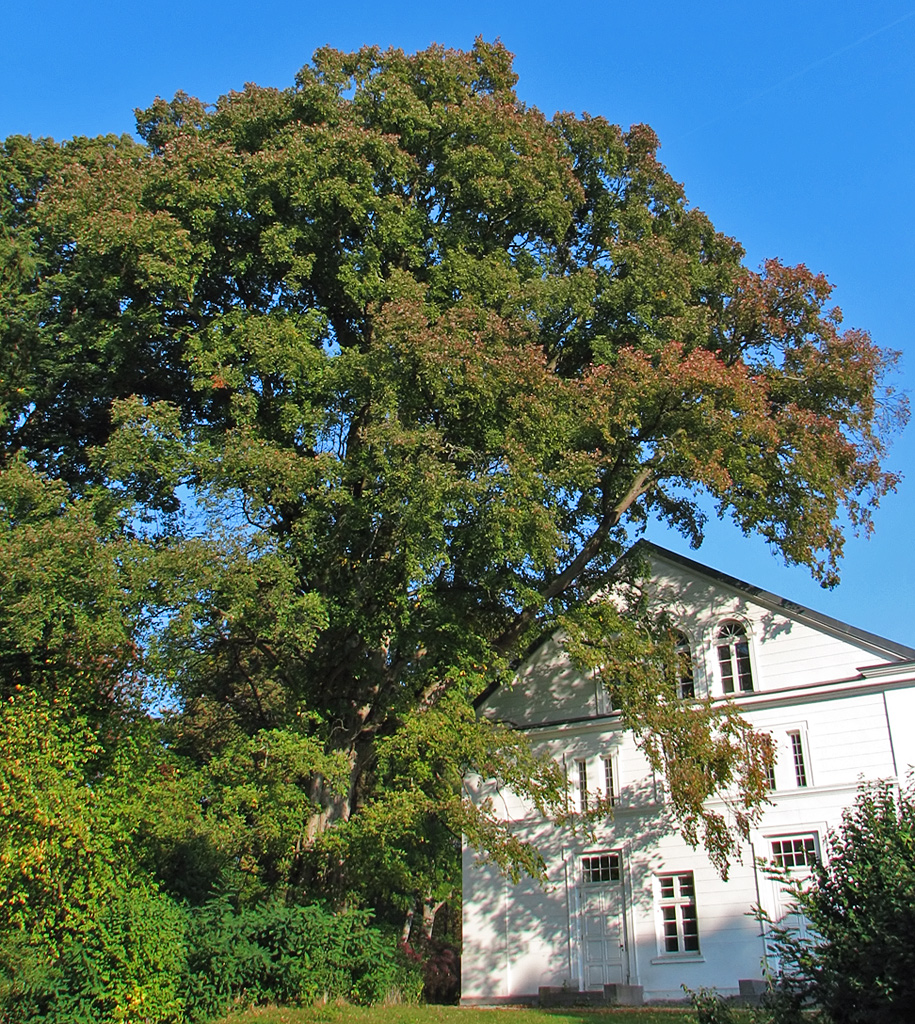
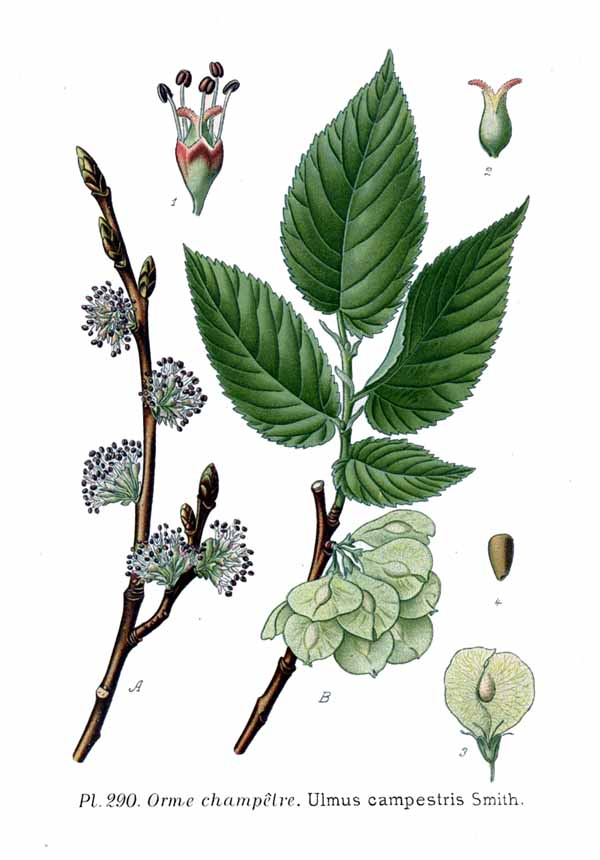